# Orde van de Ster van Anjouan
De Orde van de Ster van Anjouan (Frans: "Ordre de l’Étoile d'Anjouan") was een Franse koloniale ridderorde. De door Mohamed Saïd Omar, Sultan van een koninkrijkje op de Comoren, in 1874 in het leven geroepen orde werd in 1950 een "Franse Overzeese Orde" (Ordre de la France d' Outre-mer). Na de instelling van de Nationale Orde van Verdienste in december 1963 werd de Orde niet meer verleend en werd zij een historische orde van Frankrijk.
In 2000 kreeg de orde geheel onverwacht een nieuw leven. De sultan van Anjouan heeft opnieuw een Orde van de Ster van Anjouan ingesteld. Lint en kleinood zijn gelijk gebleven.

## Geschiedenis van de orde
Koning Mohamed Saïd Omar verleende tot 1874 op ieder eiland van zijn rijk een andere orde; de Orde van de Ster van Mohéli, de Orde van de Ster van de Commoren en de Orde van de Ster van Anjouan. Om deze orden te vervangen werd de Orde van de Ster van Anjouan ingesteld die op 30 juli 1894 door de Franse regering werd erkend.

Op 12 september 1896 werd de orde een Franse koloniale orde en werd het bestuur door de kanselarij van de Orde van het Legioen van Eer overgenomen. De oorspronkelijk Koninklijk Comoreense Orde was nu als "Koloniale Orde van de Ster van Anjouan" (Frans:"Ordre colonial de l’Étoile d'Anjouan") een instrument van het Franse koloniale bestuur. Volgens de nieuwe statuten konden twee groepen de onderscheiding krijgen:
- bestuursambtenaren die ten minste drie jaar op de Franse bezittingen in de Indische Oceaan, zoals Madagaskar, Réunion en de Comoren hadden gewerkt,
- personen die, ook al voldeden zij niet aan deze norm, de koloniale expansie hadden gediend.

Op 14 juli 1933 kreeg de orde nieuwe statuten waarin het volgende werd vastgelegd:
- De ridders moesten ten minste 29 jaar oud zijn.
- Zij moesten ten minste 9 jaren als militair of burger hebben gewerkt waarbij "tropenjaren" in West-Afrika voor twee of zelfs drie jaar werden geteld.
- De Orde werd ook verleend voor het organiseren van tentoonstellingen over de Indisch-Oceanische gebiedsdelen en voor belangrijke aan de Franse koloniën gewijde manifestaties.

De Franse president was uit hoofde van zijn functie grootkruis in deze orde die op 1 september 1950 een van de twee Franse overzeese orden (Frans:"Ordres de la France d’Outre-mer") werd. De naam van de orde was nu "Orde van de Ster van Anjouan".

## De waardigheden ("dignités") van de Orde
- Grootkruis
De grootkruisen dragen het kleinood van de orde aan een grootlint op de linkerheup en de ster van de orde op de linkerborst.
- Grootofficier
De grootofficieren dragen het kleinood aan een lint om de hals en een iets kleinere ster van de Orde.

## De graden van de orde
- Commandeur
De commandeur draagt een groot uitgevoerd kleinood van de Orde aan een lint om de hals.
- Officier
De Officier draagt een kleinood aan een lint met een rozet op de linkerborst.
- Ridder
De ridder draagt een kleinood aan een lint zonder rozet op de linkerborst.

## De versierselen van de orde
Het kleinood van alle vijf klassen is een achtpuntige gouden ster met 64 stralen. Op de ster is een van een gebrillanteerde zilveren ring omgeven wit geëmailleerd medaillon gelegd met een gouden halve maan. Op de maan is een hand geplaatst en daaromheen staat een Arabische tekst. Op de gouden ring rondom het medaillon staat "ORDRE ROYAL DE ÉTOILE D’ANJOUAN COMORES". De versierselen van alle rangen zijn verguld.

De ster is een fraai uitgevoerde grote uitvoering van het juweel van de Orde. De stralen zijn bij de ster afwisselend glad of met facetten bezet. 

De versierselen zijn voor burgers en militairen gelijk.
Het lint was tot 5 december 1899 rood met een smalle witte bies. Omdat dit lint te veel op dat van het exclusievere Legioen van Eer leek, werden de kleuren gewijzigd in lichtblauw met aan beide zijden twee smalle oranje strepen. Na 1927 werden er ook batons en knoopsgatversieringen voor de leden van deze orde ingevoerd. In de jaren 50 en 60 heeft deze orde, die nu de derde orde van Frankrijk na het exclusieve Legioen van Eer was, nog enige tijd een rol gespeeld.

## Gedecoreerden
- Franse maarschalk Joseph Joffre, (Grootkruis)
- Franse generaal Eduard Puaud, (Officier)
- Maarschalk van Frankrijk Marie-Pierre Kœnig, (Grootofficier)
- Keizer van Soerakarta Pakoeboewono X van Soerakarta, (Grootkruis)
- Franse generaal Raoul Magrin-Vernerey, (Grootkruis)
- H. M. Cassime, (Ridder)